# Loren Leman

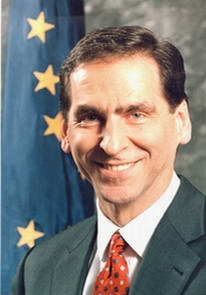
Lt. Governor Loren Leman (2003)

Loren Leman (* 2. Dezember 1950 in Pomona, Kalifornien) ist ein US-amerikanischer Politiker und war von 2002 bis 2006 Vizegouverneur von Alaska.
Leman wuchs in Ninilchik auf und besuchte dort die High School. Danach studierte er an der Oregon State University sowie an der Stanford University und der University of Alaska Anchorage.
Er wurde 1988 erstmals in das Repräsentantenhaus von Alaska gewählt und gehörte ihm von 1989 bis 1992 an. Im selben Jahr war Leman in den Senat von Alaska gewählt worden, dessen Mitglied er von 1993 bis zu seiner Wahl zum Vizegouverneur war. Im Vorfeld der Wahl konnte er sich bei der Nominierung zum republikanischen Vizegouverneurskandidaten gegen Sarah Palin und andere Mitbewerber durchsetzen. Nach vier Jahren als Vizegouverneur von Alaska, kandidierte Leman nicht für eine zweite Amtszeit. Sein Mandat wurde von dem Republikaner Sean Parnell übernommen. 
Leman ist verheiratet und hat drei Kinder, einen Sohn und zwei Töchter. Er lebt mit seiner Familie in Anchorage, in dieser Stadt ist er seit 1975 ansässig. 